# Ралф разбива интернета
„Ралф разбива интернета“ (на английски: Ralph Breaks the Internet) е американски 3D анимационен филм за 2018 г., продуциран от Walt Disney Animation Studios и разпространен от Walt Disney Pictures. Филмът е продължение на „Разбивачът Ралф“ (2012), което го прави 57-ият пълнометражен анимационен филм на Дисни. Режисиран е от Рич Мур и Фил Джонстън (който пишеше сценария с Памела Рибън в неговия режисьорски дебют) и е изпълнително-продуциран от Джон Ласитър, Крис Уилямс и Дженифър Мур. Филмът е озвучен с гласовете на Джон С. Райли, Сара Силверман, Джак Макбрайър, Джейн Линч и Ед О'Нийл (повтарящи техните роли в първия филм), с Алън Тюдик, който се завръща за да озвучи нов персонаж и нови допълнения към актьорския състав, които включват Гал Гадот, Тараджи Хенсън и Алфред Молина.
Първите дискусии за продължение на „Разбивачът Ралф“ започна през октомври 2012 г., и новата вноска премина през три различни сценария, преди режисьорите да се установят на финалния сюжет. Когато филмът беше официално обявен през юни 2016 г. като „Разбивачът Ралф 2: Ралф разбива интернета“ (Ralph Breaks the Internet: Wreck-It Ralph 2), голяма част от първоначалния актьорски състав потвърди, че са се подписали, като през 2018 г. са добавени нови членове на актьорския състав. Това е първият анимационно продължение на Walt Disney Animation Studios да бъде създаден от екипа по режисура и сценарий на официалния филм и е първото продължение от студиото, след „Мечо Пух“ (2011).
Филмът прави световната си премиера в El Capitan Theatre в Лос Анджелис на 5 ноември 2018 г., и е пуснат в САЩ на 21 ноември 2018 г. Филмът събра над 529 милиона долара в световен мащаб и получи предимно положителни отзиви от критиците, които го нарекоха „достоен наследник“ и похвали анимацията, хумора, героите и сюжета, както и вокалните изпълнения на Рейли и Силвърман. Филмът е номиниран за най-добър пълнометражен анимационен филм в 91-вата церемония на наградите „Оскар“, 76-и награди „Златен глобус“ и 24-та награда за „Изборът на критиците“, като загуби и трите си номинации от „Спайдър-Мен: В Спайди-вселената“ (Spider-Man: Into the Spider-Verse).

## Озвучаващ състав
| Изпълнител        | Персонаж                                   |
| ----------------- | ------------------------------------------ |
| Джон С. Райли     | Разбивачът Ралф                            |
| Сара Силверман    | Ванилъпи вон Шуийтц                        |
| Гал Гадот         | Шанк                                       |
| Тараджи Хенсън    | Йес                                        |
| Джак Макбрайър    | Майстор Феликс                             |
| Джейн Линч        | Сержант Тамора Джийн Калхуун               |
| Алън Тюдик        | Господин Всезнайко                         |
| Алфред Молина     | Двойния Дан Малкият Дан                    |
| Ед О'Нийл         | Господин Литвак                            |
| Кристен Бел       | Анна                                       |
| Идина Мензел      | Елза                                       |
| Манди Мур         | Рапунцел                                   |
| Дженифър Хейл     | Пепеляшка                                  |
| Памела Рибън      | Снежанка                                   |
| Джоди Бенсън      | Принцеса Ариел                             |
| Линда Ларкин      | Принцеса Жасмин                            |
| Аника Нони Роуз   | Принцеса Тиана                             |
| Кели Макдоналд    | Принцеса Мерида                            |
| Минг-На Уен       | Мулан                                      |
| Ирен Бедард       | Покахонтас                                 |
| Кейт Хигинс       | Принцеса Аврора                            |
| Мелиса Виласеньор | Тафита Сливкофъдж                          |
| Роджър Крейг Смит | Таралежът Соник                            |
| Бил Хейдър        | Спамли                                     |
| Джон Димаджио     | Артър                                      |
| Шон Джамброун     | еБой                                       |
| Флула Борг        | Може Би, алгоритъм, асистент на Йес        |
| Рич Мур           | Киселия Бил Зангиф                         |
| Морис Ламарш      | Тапър                                      |
| Брад Гарет        | Ийори (Мечо Пух)                           |
| Кори Бъртън       | Сърдитко (Снежанка и седемте джуджета)     |
| Антъни Даниълс    | C-3PO (Междузвездни войни)                 |
| Вин Дизел         | Грут (Киновселена на Марвел)               |
| Тим Алън          | Баз светлинна година (Играта на играчките) |
| Даяна Агрън       | Водеща на новините                         |
| Али Уонг          | Простъпка                                  |
| Тимъти Симънс     | Бъчър Бой                                  |
| ГлоЗел Грийн      | Малката Деби                               |
| Хамиш Блейк       | Пайро                                      |
| Майкъл Джакино    | ФН-3181                                    |

## Пускане
Премиерата на филма се състои в Театър „Ел Капитан“ в Лос Анджелис на 5 ноември 2018 г. и е пуснат в Съединените щати на 21 ноември във IMAX и 3D. Филмът е оригинално насрочен да бъде пуснат в Съединените щати на 9 март, въпреки това, е преместен до ноември, докато Дисни насрочи „Гънка във времето“ вместо оригиналната дата.

### Домашна употреба
Филмът е издаден дигитално от Walt Disney Studios Home Entertainment на 12 февруари 2019 г., и на DVD и Blu-ray на 26 февруари.

## В България
В България филмът е пуснат по кината на същата дата от Форум Филм България на 4 януари 2019 г.
На 1 януари 2021 г. е излъчен за първи път по NOVA.

### Синхронен дублаж
| Роля                                                      | Изпълнител |
| --------------------------------------------------------- | --- |
| Ралф                                                      | Стефан Сърчаджиев-Съра |
| Ванилъпи                                                  | Милица Гладнишка |
| Шанк                                                      | Августина-Калина Петкова |
| Йес                                                       | Михаела Тюлева |
| Спамли                                                    | Христо Димитров |
| Майстор Феликс ФН-3181                                    | Петър Бонев |
| Сержант Тамора Джийн Калхуун                              | Таня Димитрова |
| Господин Всезнайко                                        | Николай Върбанов |
| Двойния Дан                                               | Стефан Къшев |
| Господин Литвак Зангиф Сърдитко                           | Николай Пърлев |
| Покахонтас Тафита Сливкофъдж Водеща на новините Простъпка | Златина Тасева |
| Анна                                                      | Весела Бонева |
| Елза Рапунцел                                             | Надежда Панайотова |
| Пепеляшка Принцеса Жасмин                                 | Петя Абаджиева |
| Принцеса Ариел                                            | Мина Костова |
| Принцеса Тиана                                            | Цветослава Симеонова |
| Принцеса Мерида                                           | Стефания Георгиева |
| Мулан                                                     | Гергана Стоянова |
| Принцеса Аврора                                           | Вилма Карталска |
| C-3PO Грут                                                | Георги Стоянов |
| Баз светлинна година                                      | Мариан Маринов |
| Други гласове                                             | Адриана Тамахкярова Весела Делчева Даринка Митова Дона Вълова Елена Кокроска Елизабет Нешева Калина Асенова Кръстина Кокорска Лина Шишкова Рахел-Лилия Тодорова Димитър Ангелов Иван Велчев Иво Николов Илиян Пенев Камен Асенов Любомир Фърков Марин Рангелов Момчил Степанов Светломир Радев Станислав Анев Теодор Койчинов Явор Караиванов Ясен Зердев |

| Песен                   | Изпълнител |
| ----------------------- | --- |
| С бясна газ             | Милица Гладнишка Августина-Калина Петкова Весела Делчева Елена Кокорска Кръстина Кокорска Рахел-Лилия Тодорова Камен Асенов Момчил Степанов Теодор Койчинов Ясен Зердев |
| Never Gonna Give You Up | Стефан Сърчаджиев-Съра |

| Обработка                       | Доли Медия Студио                     |
| ------------------------------- | ------------------------------------- |
| Режисьор на дублажа             | Даниела Горанова                      |
| Превод                          | Сима Налбантова                       |
| Музикален режисьор              | Евгений Манев                         |
| Превод на песните               | Цветомира Цонева                      |
| Тонрежисьор на записа           | Ясен Пенчев                           |
| Творчески директор              | Венета Янкова                         |
| Миксинг студио                  | Shepperton International              |
| Продуцент на българската версия | Disney Character Voices International |